# PBS Kids Bookworm Bunch
PBS Kids Bookworm Bunch fue un bloque de televisión preescolar producido por el estudio de animación canadiense Nelvana que se emitió en PBS del 30 de septiembre de 2000 al 5 de septiembre de 2004. Habitualmente se emitía los fines de semana por la mañana, según la estación y la programación. Todos los programas que formaron Bookworm Bunch se basaron en libros infantiles conocidos (como Arthur, Caillou y Clifford the Big Red Dog ). Inicialmente constaba de seis espectáculos: Corduroy, Elliot Moose, Timothy Goes to School, Seven Little Monsters, George Shrinks y Marvin the Tap-Dancing Horse .

## Historia
En agosto de 1999, PBS y Nelvana se unieron para crear el primer bloque de dibujos animados de fin de semana de la cadena. Básicamente, se creó para aumentar la audiencia de la audiencia preescolar los fines de semana, específicamente los sábados por la mañana, cuando esa atención se desplazó a otra parte. Se estrenó una serie propuesta llamada Junior Kroll and Company, pero esa idea finalmente fue archivada y reemplazada por Marvin . La noticia de la expansión del bloque se combinó con la publicación de un estudio de la Universidad de Kansas que demostró la idea de que los niños pueden aprender a leer a partir de programas de televisión. Tras su lanzamiento el 30 de septiembre de 2000, Bookworm Bunch se convirtió en el segundo bloque de los sábados por la mañana orientado a preescolar después de <i id="mwKA">Nick Jr. en CBS</i>, que se estrenó dos semanas antes.
Durante la primera temporada del bloque, todos los programas (con la excepción del primer episodio de Corduroy de 15 minutos) se emitieron 15 o 45 minutos después de la hora. Un episodio final de Corduroy de 15 minutos terminó el bloque, con una duración total de tres horas. Bookworm Bunch demostró ser extremadamente popular en su primera temporada y la audiencia aumentó drásticamente. La primera temporada acabó el 24 de febrero de 2001. A partir del 25 de febrero de 2001, se emitieron reposiciones de la temporada 1 (incluidas las reposiciones de Elliot Moose y Corduroy)  hasta el 27 de octubre de ese mismo año. Por razones de disminución del interés en la programación, PBS no transmite las reposiciones de la primera temporada después de la fecha mencionada. Los intersticiales y otros materiales de esta temporada se consideraron medios perdidos durante casi 16 años hasta que las imágenes finalmente aparecieron en Internet.
La segunda y última temporada se estrenó una semana después, el 3 de noviembre de 2001,  . Con este estreno se produjo una renovación drástica: Corduroy y Elliot Moose fueron eliminados de la programación, reduciéndola así a dos horas. En cambio, las cuatro series restantes se vieron en la hora y media hora, y Marvin y Timothy terminaron la producción a fines de 2001. El final de la segunda temporada se estrenó el 23 de febrero de 2002.
Algunas estaciones de PBS comenzaron a eliminar gradualmente el bloque de fin de semana un año después a favor de una edición de lunes a viernes sin marca, que se estrenó el 6 de enero de 2003. Esto incluyó un renacimiento de Berenstain Bears y nuevos episodios de Seven Little Monsters y George Shrinks . Aunque originalmente era un programa de media hora, PBS encargó nuevos episodios de 15 minutos de Monsters que se transmitieron junto con Bears en el mismo horario de media hora.  Esto no duró mucho, ya que Bears eventualmente se convirtió en un programa de media hora a partir del 15 de septiembre de 2003,  eliminando así permanentemente a Monsters de la programación de PBS. A George Shrinks se le dio su propio intervalo de tiempo de media hora,  en el que también demostró ser extremadamente popular. Las estaciones miembro seleccionadas, incluido el antiguo canal PBS Kids, continuaron transmitiendo el bloque de fin de semana de dos horas hasta el 5 de septiembre de 2004. En cuanto a Bookworm Bunch, el programa --después de la segunda y última temporada-- (con los cuatro programas restantes --Timothy Goes to School, Marvin the Tap Dancing Horse, Seven Little Monsters y George Shrinks) se emitió en reposiciones después del 1 de septiembre. 5, 2004 hasta finales de 2004. A fines de 2004 y principios de 2005, el programa de televisión Bookworm Bunch se eliminó por completo para dejar espacio para más programas dirigidos a niños en edad preescolar. Sin embargo, solo sobrevivió George Shrinks (que tiene su propio intervalo de tiempo de media hora entre semana).
Después de la cancelación de Bookworm Bunch, el canal de cable Discovery Kids transmitió reposiciones de Timothy de 2004 a 2006. Qubo, ahora desaparecido, también transmitió reposiciones de Elliot, Marvin, Seven Little Monsters y Timothy como parte de su programación diaria.

## Intersticiales
Uno de los elementos básicos de Bookworm Bunch eran los videos musicales que se emitían al final de cada programa antes de los créditos. Estos anuncios reemplazaron inicialmente las promociones de Elliot Moose, que son los únicos materiales que últimamente todavía se consideran perdidos. Estos videos musicales eran esencialmente escenas de todos los programas con acompañamiento musical. Cada una de las canciones fue interpretada por la artista musical estadounidense Nancy Cassidy, apareciendo en tres álbumes lanzados entre 1986 y 1992.

### Primera temporada (2000-2001)
- Corduroy (primera mitad) - "Boom, Boom, Ain't It Great to Be Crazy" (versión abreviada) (Aparece en el álbum de 1988 Kidssongs 2 )[6]
- Elliot Moose - "You Gotta Sing" (Aparece en el álbum Kidssongs de 1986)[7]
- Timothy Goes to School - "Rig a Jig Jig" (Aparece en Kidssongs 2 )[6]
- The Berensatin Bears / Seven Little Monsters - "La Bamba" (versión abreviada; aparece en Kidssongs 2 )[6]
- George Shrinks - "Tienes que cantar" (repetición)
- Marvin the Tap-Dancing Horse - "Rig a Jig Jig" (repetición)
- Corduroy (segunda mitad) - "Skidamarink" (Aparece en el álbum de 1992 KidsSongs: Sleepyheads )[8]

### Segunda temporada (2001-2002)
- Timothy Goes to School - "Friends Are Special" (aparece en KidsSongs: Sleepyheads )[8]
- Marvin the Tap-Dancing Horse - "La Bamba" (versión extendida)
- The Berenstain Bears / Seven Little Monsters - "This Little Light of Mine" (aparece en canciones infantiles )[7]
- George Shrinks - "Boom, Boom, no es genial estar loco" (versión extendida)